# Gendai budó
Gendai budō (現代武道) je japonský výraz, znamenající „moderní cesta boje“. Japonské bojové systémy vzniklé po období známém v Japonsku jako reformy Meidži (1866-1869) jsou označována jako Gendai budó "moderní cesta boje". Ze známých bojových umění se jedná například o aikido, džudo, jukendó, iaidó, karate-dó, kendó a kúdó. Bojové systémy, ať už boje beze zbraně nebo se zbraní. Tyto systémy byly vytvořeny, či vznikly z dřívějších škol či způsobů boje označovaných souhrnně termínem korjú, např. Takeda-rjú. Například, Kano Jigoro (嘉納 治五郎 Kanō Jigorō, 1860–1938) vytvořil Džudo částečně jako pokus systematizovat nesčetně tradičních škol džúdžucu, které existovaly v té době. Kendo je podobně odvozené z velkého množství škol kendžucu, které se vyvíjely do konce 19. století.
V Gendai budó na rozdíl od korjú je častým jevem, že dalším cílem systémů je zušlechtění a pěstování osobnosti cvičence skrz trénink bojových technik a filozofie obsahují jistou dávku humanismu. Často se tak v názvu jednotlivých systémů boje změnil název z džucu (umění) na dó (cesta).
Další z hlavních odchylek od korjú bylo zavedení kyu a dan jako odstupňování technické zdatnosti cvičenců, spolu s tím se (v některých dodžó) začaly používat barevné pásy. Tyto žebříčky nahrazují různé certifikáty, které se vydávaly v korjú. Gendai Budó také obecně neobsahují přísahy a rituály při vstupu do výcviku v korjú, jako např. keppan („krevní přísaha“). Vzhledem k tomu ve většině Gendai Budó dodžó jsou všichni vítáni, pokud dodržují základní pravidla chování, korjú instruktoři často přísně kontrolovali kandidáty. Obě skupiny obsahují varianty či odlišnosti na základě individuálních požadavků školy či učitele.